# The Perfect Crime (Anti-Nowhere League)
The Perfect Crime è il secondo album in studio del gruppo punk rock inglese Anti-Nowhere League, pubblicato nel 1987.

## Tracce
1. Crime
2. Atomic Harvest
3. On the Waterfront
4. Branded
5. (I Don't Believe) This Is My England
6. Johannesburg
7. The Shining
8. Working for the Company
9. System
10. The Curtain

## Formazione
- Animal − voce
- Magoo − chitarra
- Gilly (Mark Gilham) − chitarra
- Winston Blake − basso
- JB − batteria